# Чуприна Борис Володимирович
Бори́с Володи́мирович Чупри́на (* 3 лютого 1965, Херсон) — український режисер, драматург, сценограф. 
Народний артист України (2009).

## Біографія
Син мистецтвознавця та живописця Володимира Чуприни.
1988 року закінчив Київський інститут культури (нині Київський національний університет культури і мистецтв).
Від 1988 року — режисер, від 1992 року — головний режисер Херсонського обласного театру ляльок.
Доцент кафедри художньої культури та театрального мистецтва Херсонського університету.

## Основні постановки
- «Казка про Кая та Герду» Н. Ланге (1988) — режисер.
- «Веселка над озером» Ю. Чорі (1989) — режисер.
- «Русалонька» Л. Розумовської (1991) — режисер.
- «Цирк Шардам» Данила Хармса (1992) — режисер, сценограф.
- «Куди пішли запорожці, або Райські острови» О. Клековкіна (1993) — режисер.
- «Лускунчик» Е. Гофмана (1994) — режисер.
- «Героїчні пригоди Котигорошка» — драматург, режисер.
- «Казки країни, де сходить сонце» — драматург, сценограф, режисер.

У деяких виставах виступає також як актор.